# Litava (rijeka)
Litava ili Lajta (arh. Litva, njemački Leitha ,mađarski  Lajta) je oko 180 km duga rijeka u srednjoj Europi. Teče kroz teritorij Austrije i Mađarske, kao desna pritoka Dunava nizvodno od Beča. 
Izmedu Katzelsdorfa i Leithaprodersdorfa Litava je sve do 1921. godine označavala državnu granicu između Austrije i Mađarske. Nakon Austro-ugarske nagodbe 1867. zemlje s austrijske (lijeve) strane rijeke neslužbeno se nazivaju Cislajtanija  (zemlja s ove strane Lajte), a mađarske zemlje preko rijeke se nazivaju Translajtanija (zemlja preko Lajte).